# Pont de Grésin
Le pont de Grésin est un pont suspendu utilisé comme passage piéton, franchissant le Rhône et reliant Léaz (Ain) à Éloise (Haute-Savoie).
Le pont porte le nom du hameau voisin de Grésin.

## Histoire
La traversée du Rhône est attesté depuis le Moyen Âge à l'emplacement du pont : elle s'effectuait alors à l'aide d'un bac à traille. L'existence d'un pont en 1460 est également mentionnée. Celui-ci sera par la suite remanié puis remplacé en 1897 par un nouveau pont. Aux XVIe et XVIIe siècles, le pont se trouve sur le Chemin des Espagnols. Il est finalement détruit en 1940 lors de la bataille de France. Une passerelle provisoire est alors improvisée ; elle sera détruite en 1943 par le maquis. En 1947, un nouveau pont (le pont actuel) est construit ; il est inauguré en 1951 et réhabilité en 2007.

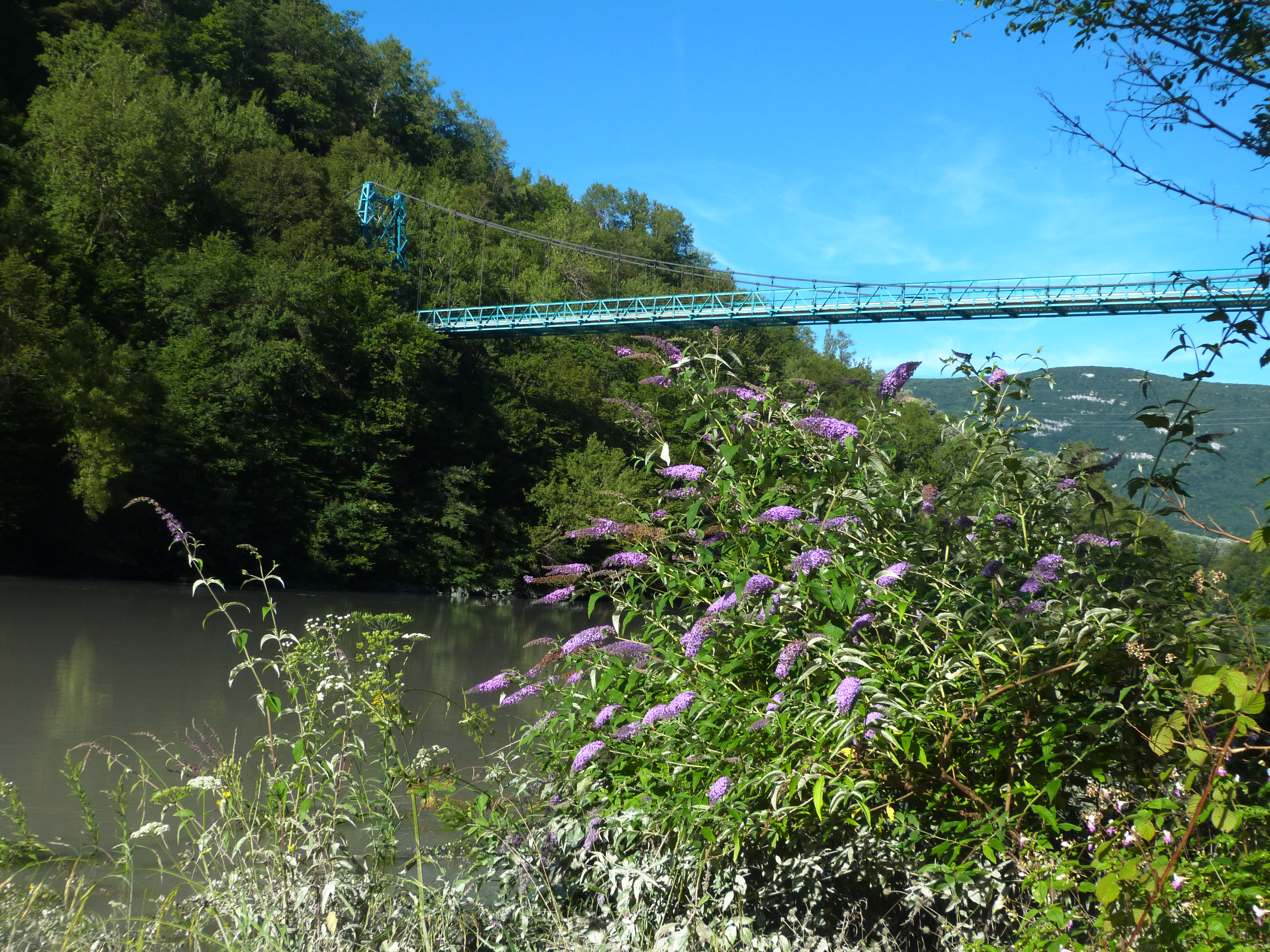
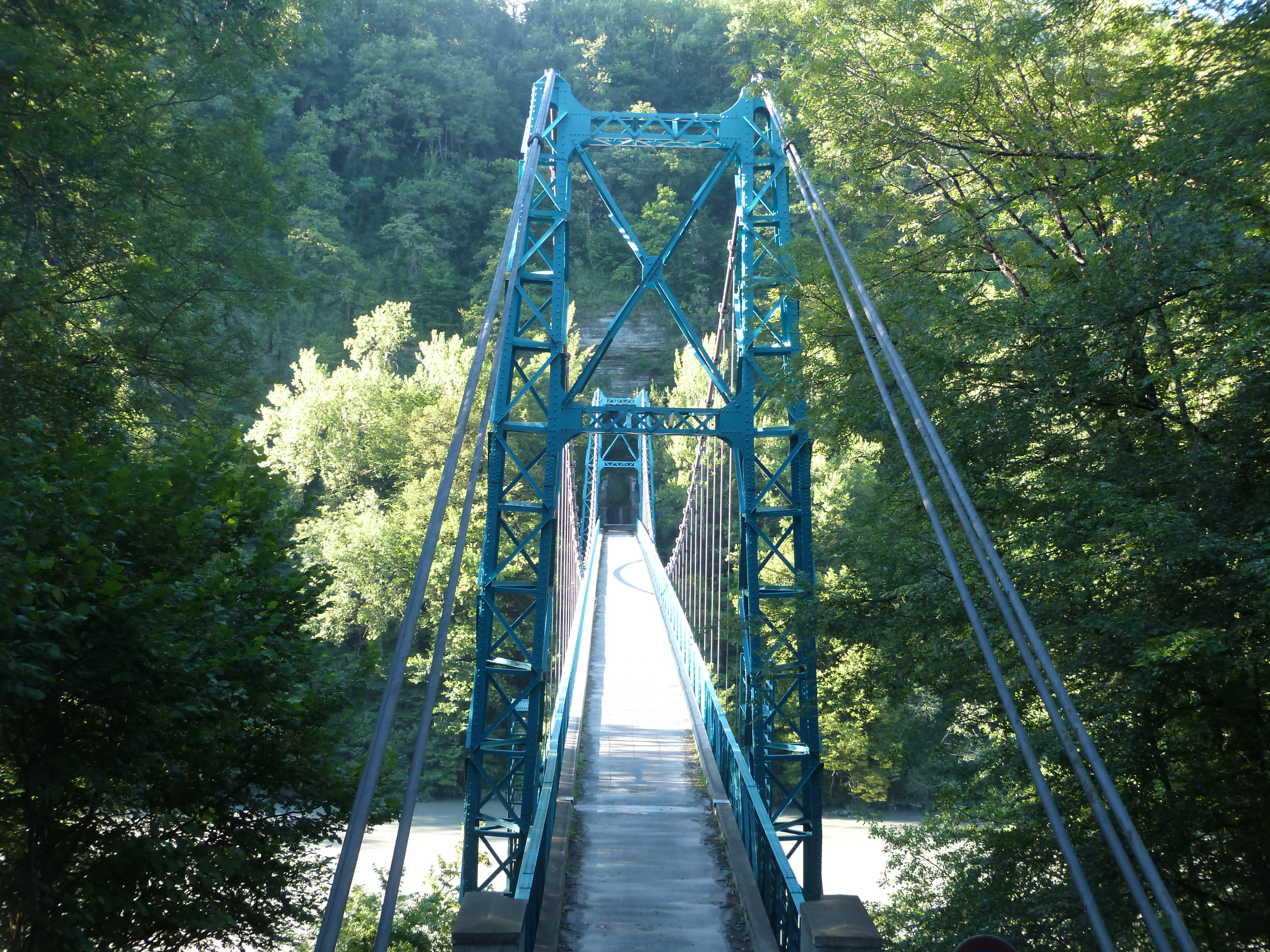